# كلاثيا
كلاثيا (بالإنجليزية: calathea)‏ هي جنسٌ من النباتات ينتمي إلى فصيلة المرتينيات، موطنها الأصلي أمريكا الجنوبية، وهي من النباتات العشبية ذات خضرة داكنة تتنوع ألوان أوراقها فمنها الأخضر بتدرجاته ومنها الأصفر بتدرجاته ومنها ما هو مزيج بين اللونين، ولها لون أرجواني خلف كل ورقة، كما تتميز بعض أوراقها بالخطوط أو البقع، أما بالنسبة لأشكالها فمنها البيضاوي أو الرمحي،  تنمو أوراقها لتصل إلى 0.5-1م، إضافة إلى ذلك أنها تنتج عناقيد زهرية.

## طرق العناية بالكلاثيا
- توضع في مكان دافئ ورطب.
- في فصل الشتاء لا  تقل درجة الحرارة المكان عن 15 مئوية.
- تعرض للضوء الساطع أو الظل الجزئي، ولكن لا تعرض لأشعة الشمس المباشرة.
- الحفاظ على رطوبة التربة في فصل الصيف.
- يفضل رش النبات بالماء عدة مرات في فصل الصيف.
- تغيير الاصيص مرة كل سنتين في فصل الربيع.
- يجب إزالة الأوراق المتضررة والتخلص منها.[1][2]

## المشاكل التي قد يتعرض لها نبات الكلاثيا
- إذا زاد جفاف الهواء أو زادت برودة  الطقس؛ قد تعرض النبات إلى جفاف الأوراق بظهور نهايات بنية على أوراقها، أو تساقطها أو تقزم نموها.
- تعرضها النبات للشمس بشكل مباشر؛ قد يتسبب في شحوب أوراقها.
- الزيادة في الري؛ قد يعرض التربة إلى التعفن.[1][2]